# Pavlova

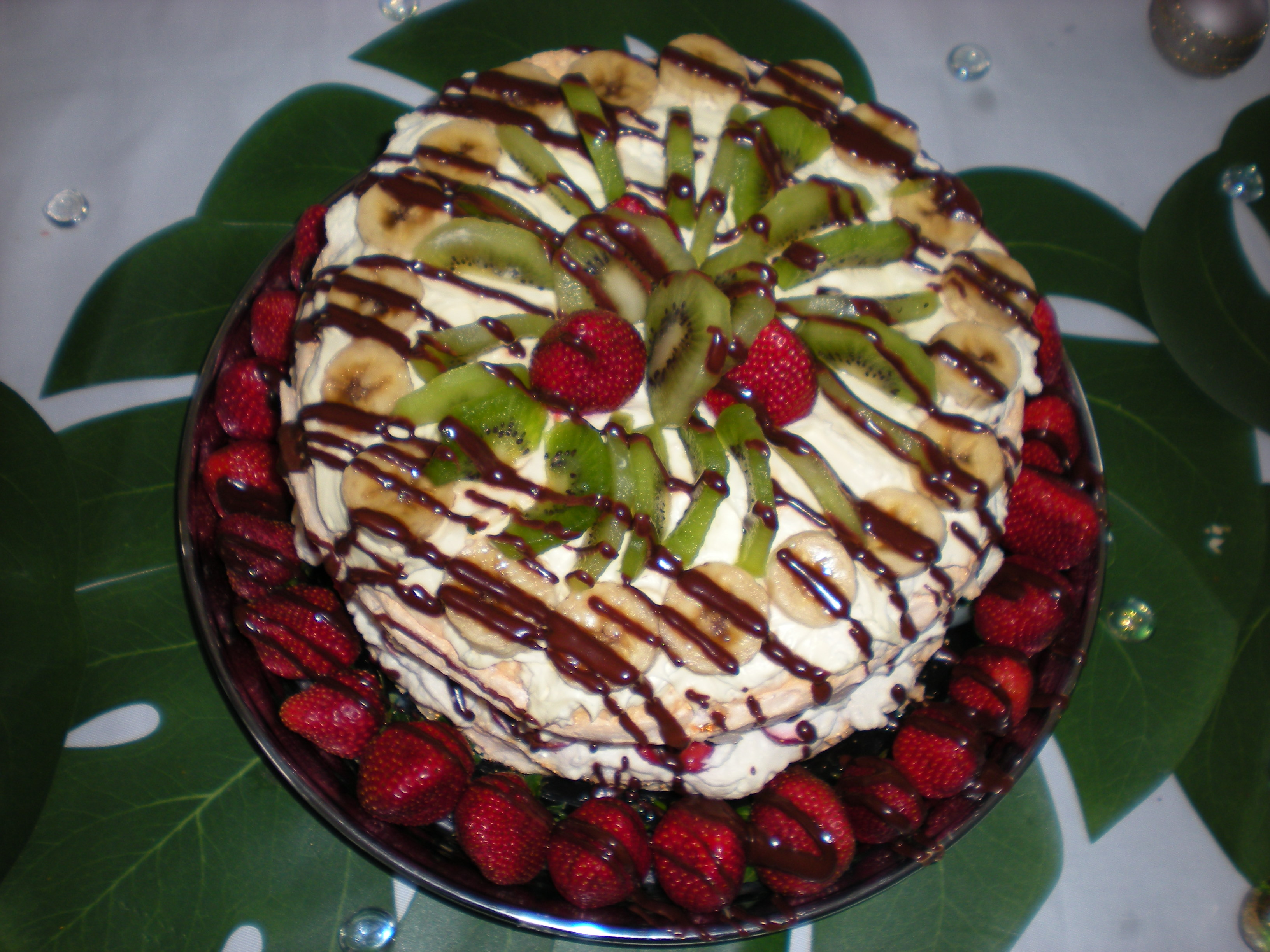
Pavlova

Pavlova är en tårtliknande efterrätt av maräng vars upphovsland är oklart. Australien och Nya Zeeland gör båda anspråk på rätten.
Under 1920-talet turnerade den ryska ballerinan Anna Pavlova i Australien och på Nya Zeeland varpå bakelsen uppfanns till hennes ära. Kakan består av en marängbotten gjord på äggvita, socker, vitvinsvinäger och majsstärkelse. Marängen ska vara krispig på utsidan och mjuk och seg på insidan. Tårtan toppas med vispgrädde och olika frukter och bär.